# Psáře
Psáře település Csehországban, a Benešovi járásban. Psáře Všechlapy, Divišov, Libež, Trhový Štěpánov, Tichonice és Tehov településekkel határos. Lakosainak száma 142 fő (2024. január 1.).

## Népesség
A település lakosságának változását az alábbi diagram mutatja:
| Lakosok száma | 431  | 410  | 379  | 240  | 165  | 126  | 124  | 130  | 129  | 142  |
|               | 1869 | 1900 | 1921 | 1961 | 1980 | 2011 | 2016 | 2019 | 2021 | 2024 |